# キッシ族
キッシ族（キッシぞく、Kissi）は、ギニア・リベリア・シエラレオネなど西アフリカに住む民族言語学グループ。ギニアで4番目に大きな民族で人口の6.2%を占める。キッシ語はニジェール・コンゴ語族の大西洋・コンゴ諸語メル諸語に含まれる。

## 居住地
コートジボワール南西部、ギニア、リベリア、シエラレオネの各地熱帯雨林地帯に住んでいる。
村はいずれも小さく整っていて、それぞれひとりずつ村長がいる。さらに村が集まって約2000人ほどの地区を形成し、それぞれひとりの首長が支配している。

## 生活
米を主食とする。
キッシ族の住む地方のいたる所で、週に1度小さな市が開かれ、農産物が売買される。